# Parafia Świętej Rodziny w Radomiu
Parafia pw. Świętej Rodziny w Radomiu – parafia rzymskokatolicka usytuowana w Radomiu. Należy do dekanatu Radom-Centrum, który należy z kolei do diecezji radomskiej.

## Historia
Siostry Miłosierdzia św. Wincentego á Paulo zostały sprowadzone do Radomia m.in. dzięki staraniom ks. Stanisława Puławskiego, który działał w Towarzystwied Dobroczynności. Siostry rozpoczęły pracę w szpitalu św. Kazimierza i w tak zwanym „Domu Pracy” przy ul. Kelles-Krauza zbudowanym w latach 1896–1903. „Domu Pracy” na Piaskach (dzisiejsza ulica Kelles-Krauza) początkowo miał kaplicę w oficynie. W 1901 ks. Wawrzyniec Szubartowicz ofiarował Radomskiemu Towarzystwu Dobroczynności pieniądze na budowę kaplicy pw. Świętej Rodziny. Wkrótce przekazano na ten cel ziemię, jak też zaczęto składać ofiary pieniężne. 10 sierpnia 1904 ks. Szubartowicz poświęcił kamień węgielny, a 26 września 1905 kaplicę. Została zbudowana w stylu neogotyckim, wg projektu Stefana Lamparskiego. Do 1934 kaplica stanowiła własność Towarzystwa Dobroczynności w Radomiu, a następnie została nabyta przez Zgromadzenie Sióstr Miłosierdzia św. Wincentego á Paulo. Przed II wojną światową kapelanem kaplicy był ks. Stefan Grelewski. Na prośbę bp. Jana Kantego Lorka, skierowaną w 1965 do przełożonych Zgromadzenie Sióstr Miłosierdzia, dotychczasowa kaplica Domu Pracy Świętej Rodziny stała się kościołem filialnym parafii pw. Opieki NMP w Radomiu. Rozbudowa obiektu nastąpiła w latach 1968–1970. W 1975 zmieniono wystrój kościoła wg projektu arch. Władysława Pieńkowskiego i Hanny Szczypińskiej. Mimo braku zgody ze strony władz bp. Piotr Gołębiowski 1 stycznia 1974 erygował parafię pw. Świętej Rodziny. Kościół jest murowany z czerwonej cegły, jednonawowy z transeptem, w stylu neogotyckim, z prezbiterium podniesionym w stosunku do nawy. W prezbiterium, nawie i ramionach transeptu są sklepienia krzyżowe. Powierzchnię użytkową powiększają przylegające od zachodu dawne sale katechetyczne. W latach 2007–2015 przeprowadzono prace konserwatorskie świątyni staraniem ks. Piotra Jaśkiewicza i parafian.

## Terytorium
Do parafii należą wierni z Radomia mieszkający przy ulicach: Betonowa, Curie-Skłodowskiej (strona nieparzysta), 25-go Czerwca (57-85,66-72), Filtrowa (3-11), Kelles-Krauza, Kolberga (32c,24b), Niedziałkowskiego (8-36a, 7-41), Partyzantów, Staszica, Struga (16-56), Wilcza, Wodna (2-12), Wysoka.

## Proboszczowie
- 1974–2001 – ks. prał. Stanisław Wrocławski
- 2001–2004 – ks. kan. Józef Jarosz
- 2004–2019 – ks. kan. Piotr Jaśkiewicz
- od 2019 – ks. kan. Maciej Korczyński